# Trofeo 7 Región de Murcia
El Trofeo 7 Región de Murcia es un torneo futbolístico de carácter amistoso que tiene lugar cada año en la Región de Murcia. En el año 2006, y con motivo del centenario de la fundación del primer club de fútbol de la ciudad de Cartagena, se planeó realizar un torneo llamado "Trofeo Centenario", pero a última hora la televisión autonómica de la Región de Murcia , la 7 Región de Murcia, se hizo cargo del torneo bautizándolo con su nombre. Ese año se acordó que este torneo se disputaría anualmente, aunque en los años 2009 y 2010 no se celebró. En agosto de 2012 la televisión autonómica se privatiza y sufre un ERE, suspendiendo las emisiones en directo, y no será hasta 2015 que vuelva a emitir con normalidad; y el torneo vuelva a disputarse.

## Palmarés
- 2006 Torneo triangular celebrado íntegramente en Cartagena.

| Día   | Lugar     | Local                 | Visitante        | Resultado |
| ----- | --------- | --------------------- | ---------------- | --------- |
| 17/08 | Cartagena | Fútbol Club Cartagena | Lorca Deportiva  | 2-0       |
| 17/08 | Cartagena | Fútbol Club Cartagena | Ciudad de Murcia | 0-0       |
| 17/08 | Cartagena | Ciudad de Murcia      | Lorca Deportiva  | 1-0       |

Campeón el Fútbol Club Cartagena por diferencia de goles.
- 2007 Torneo celebrado en las localidades de Mazarrón y Cartagena.

Semifinales.
| Día   | Lugar    | Local                   | Visitante             | Resultado          |
| ----- | -------- | ----------------------- | --------------------- | ------------------ |
| 08/08 | Mazarrón | Mazarrón Club de Fútbol | Fútbol Club Cartagena | 0-0 (penaltis 2-3) |
| 09/08 | Mazarrón | Ciudad de Lorquí        | Lorca Deportiva       | 2-1                |

Tercer y Cuarto puesto.
| Día   | Lugar     | Local           | Visitante               | Resultado |
| ----- | --------- | --------------- | ----------------------- | --------- |
| 12/08 | Cartagena | Lorca Deportiva | Mazarrón Club de Fútbol | 6-0       |

FINAL.
| Día   | Lugar     | Local                 | Visitante        | Resultado          |
| ----- | --------- | --------------------- | ---------------- | ------------------ |
| 12/08 | Cartagena | Fútbol Club Cartagena | Ciudad de Lorquí | 0-0 (penaltis 5-3) |

- 2008 Torneo a un solo partido, celebrado íntegramente en Cartagena.

| Día   | Lugar     | Local                 | Visitante   | Resultado          |
| ----- | --------- | --------------------- | ----------- | ------------------ |
| 10/08 | Cartagena | Fútbol Club Cartagena | Real Murcia | 1-1 (penaltis 4-3) |

- 2011 Torneo triangular celebrado íntegramente en Lorca.

| Día   | Lugar | Local                         | Visitante                     | Resultado |
| ----- | ----- | ----------------------------- | ----------------------------- | --------- |
| 09/08 | Lorca | Real Murcia                   | Lorca Atlético Club de Fútbol | 1-0       |
| 09/08 | Lorca | Real Murcia                   | Fútbol Club Cartagena         | 1-0       |
| 09/08 | Lorca | Lorca Atlético Club de Fútbol | Fútbol Club Cartagena         | 0-0       |

Campeón el Real Murcia.
- 2015 Torneo a un solo partido, celebrado íntegramente en San Pedro del Pinatar.

| Día   | Lugar                 | Local       | Visitante             | Resultado          |
| ----- | --------------------- | ----------- | --------------------- | ------------------ |
| 08/08 | San Pedro del Pinatar | Real Murcia | Fútbol Club Cartagena | 1-1 (penaltis 4-5) |

## Relación de campeones
- Fútbol Club Cartagena (4 Trofeos): 2006, 2007, 2008 y 2015.
- Real Murcia (1 Trofeo): 2011.